# Papu Gómez
Alejandro Darío Gómez Villaverde (Buenos Aires, 1988. február 15. –), közismert nevén Papu Gómez, argentin labdarúgó. Legutóbb a La Ligában szereplő Sevilla játékosa volt, az argentin válogatott középpályása.

## Pályafutása
2016. október 30-án Gian Piero Ventura, az olasz válogatott szövetségi kapitánya a helyszínen tekintette meg az Atalanta–Genoa bajnokit, amelyen Gómez szerezte a 3–0-ra nyerő hazaiak utolsó gólját. Gomez az argentin felnőtt válogatottban nem lépett pályára, és mivel tavasszal megkapta az olasz állampolgárságot, nincs akadálya annak, hogy bemutatkozzon az olasz nemzeti csapatban.

## Sikerei, díjai

### Klub
- Arsenal:
  - Copa Sudamericana: 2007
  - Suruga Bank Championship: 2008
- Sevilla:
  - Európa-liga: 2022–23

### A válogatottban
- Argentína U20:
  - U20-as labdarúgó-világbajnokság: 2007
- Argentína
  - Copa América: 2021